# 佩拉德尼亚大学
7°15′15″N 80°35′48″E / 7.25417°N 80.59667°E
佩拉德尼亚大学是斯里兰卡的国立大学，由大学教育资助委员会资助。它是斯里兰卡最大的大学，最初是1942年成立的锡兰大学。
佩拉德尼亚大学拥有9个学院，3个研究生院，10个中心，73个系，在校学生约12,000名。教授医学，农业，艺术，科学，工程，牙科医学，兽医与动物科学，管理与相关健康科学。为受斯里兰卡政府捐赠最多的一所高等教育机构。